# 下館城
下館城（しもだてじょう）現在的茨城縣筑西市甲（本城町）之古城。筑西市指定文化財（史跡）。